# Rudarius excelsus
Rudarius excelsus es una especie de peces de la familia Monacanthidae en el orden de los Tetraodontiformes.

## Morfología
Pueden llegar alcanzar los 2,5 cm de longitud total.
- Número de  vértebras: 20.[1][2]

## Hábitat
Es un pez de mar de clima tropical y asociado a los  arrecifes de coral.

## Distribución geográfica
Se encuentra desde el norte de Australia hasta el sur del Japón.

## Observaciones
Es inofensivo para los humanos.